# Safety car

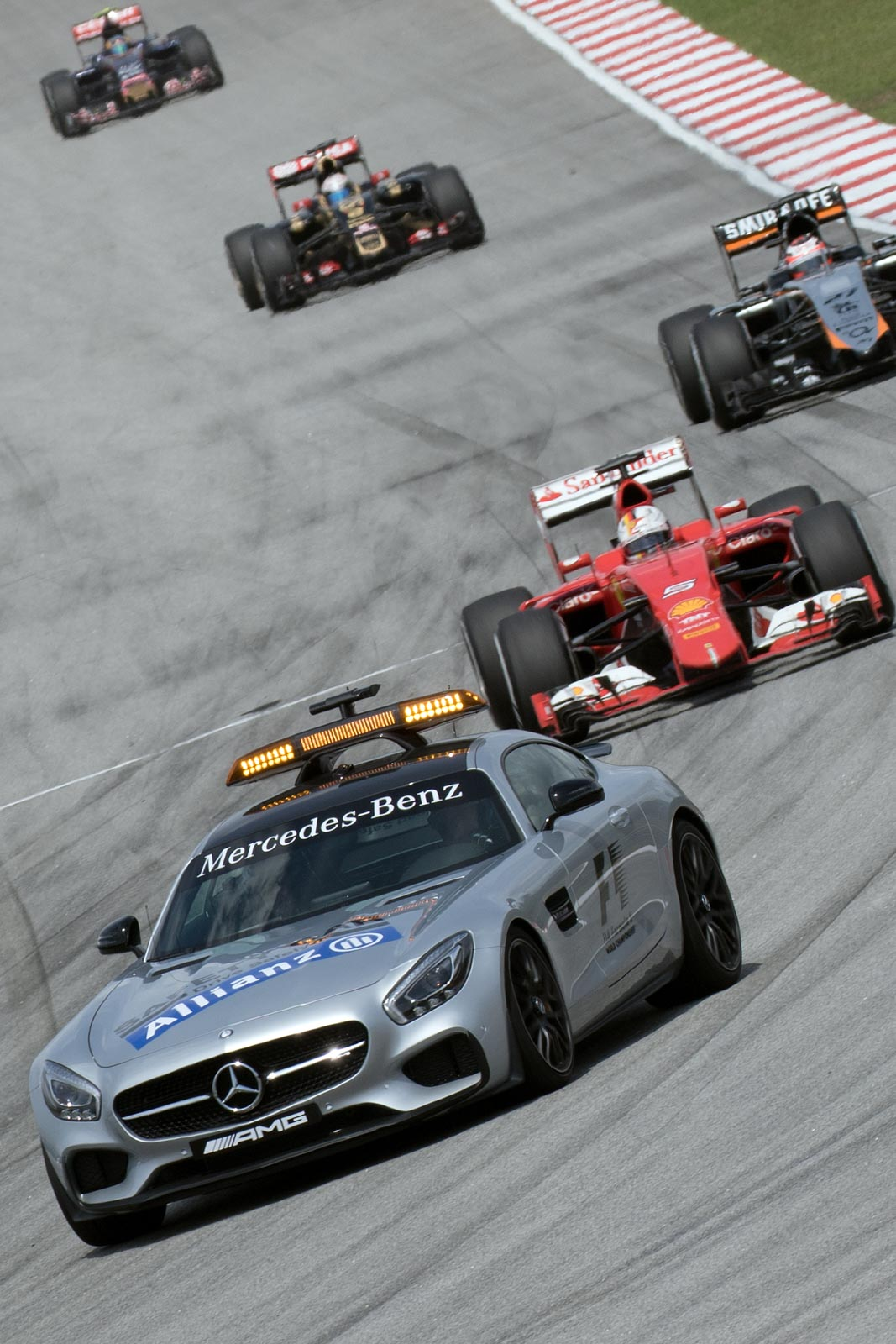
Safety car i Malaysias Grand Prix i Formel 1.

En safety car, pace car eller säkerhetsbil är den bil som leder fältet i långsam hastighet runt banan vid värre gulflaggssituationer inom motorsport.

## Användning
Säkerhetsbilens största betydelse är vid olyckor, som till exempel krascher, en stillastående bil eller skräp på banan. När hindret är bärgat eller bortplockat går säkerhetsbilen in i depån igen och racet kan återupptas. Säkerhetsbilen används även vid starter, då den leder fältet runt banan under formationsvarvet. Ibland går starterna bakom säkerhetsbilen, vid dåligt väder eller mycket vatten på banan, då det anses vara för farligt att köra i full hastighet.

## Regler
När säkerhetsbilen är på banan är all omkörning förbjuden. Oftast får varvade bilar passera för att kunna ta igen det de förlorat.

## Safety car i Formel 1

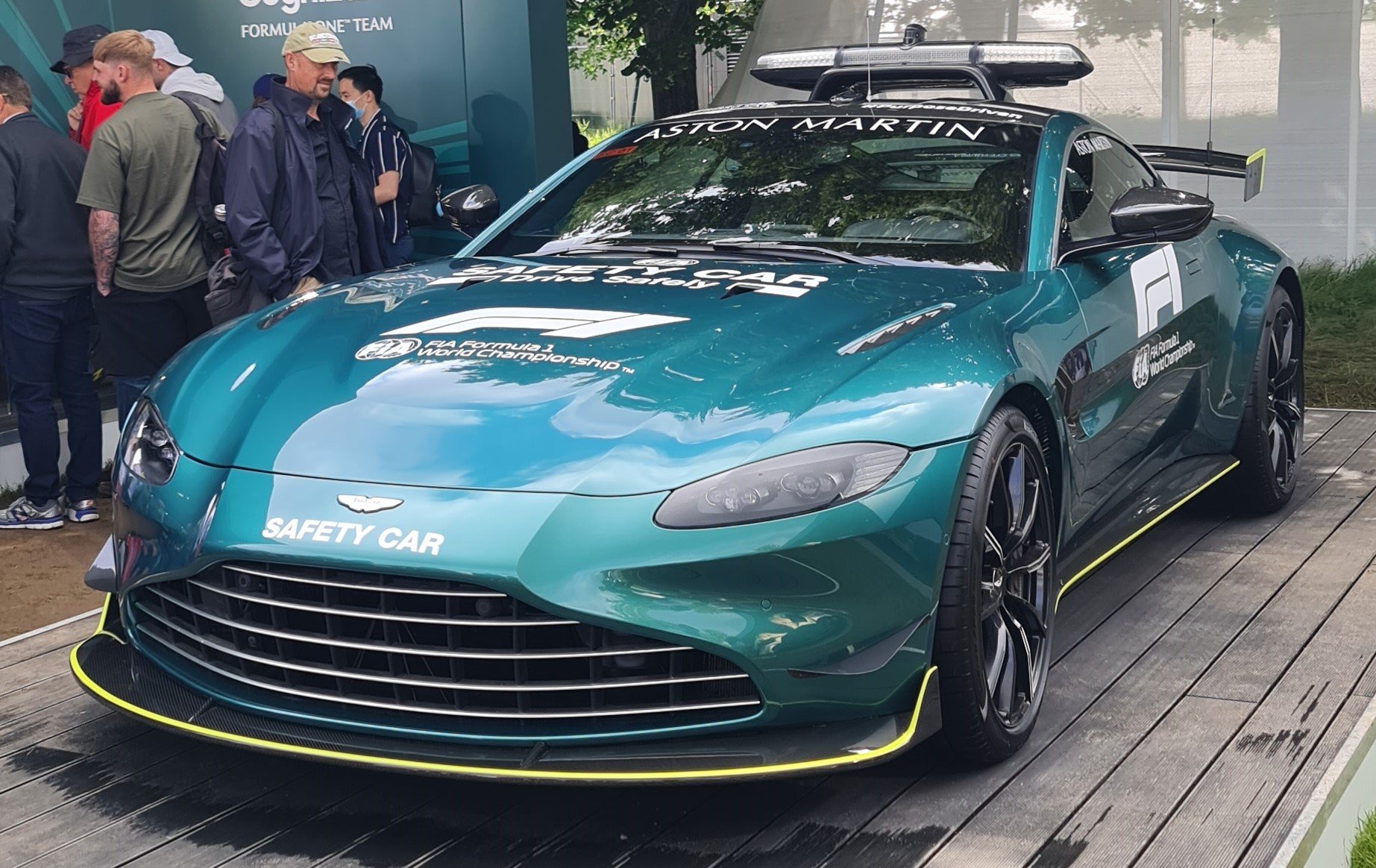
Aston Martin Vantage V8 är den andra säkerhetsbilen som Formel 1 använder.

I Formel 1 är säkerhetsbilen för närvarande en Mercedes, från och med 2022 Mercedes-AMG GT, och en Aston Martin, från och med 2021 Aston Martin V8 Vantage. De körs för närvarande av tysken Bernd Mayländer. Ibland är man även tvungen att gå i mål bakom säkerhetsbilen, men det har bara hänt femton gånger i Formel 1.

## Incidenter med säkerhetsbilen

### FIA WTCC Race of France2009
Under en deltävling på i World Touring Car Championship på Circuit de Pau-Ville 2009 kom säkerhetsbilen ut på banan. Föraren som körde den gjorde det för första gången och var därför inte helt van vid det. Han svängde rätt ut i banan och korsade då även den vita linjen, vilket är förbjudet. Franz Engstler, racets ledare, hade inte en aning om att han skulle dyka upp så plötsligt och körde därför rätt in i sidan av säkerhetsbilen.